# Stacja Polarna UAM
Stacja Polarna „Petuniabukta” Uniwersytetu im. Adama Mickiewicza w Poznaniu – sezonowa polska stacja badawcza na Spitsbergenie, położona nad Zatoką Petunia, w północnej części Billefjordu, w centralnej części wyspy Spitsbergen w archipelagu Svalbard.

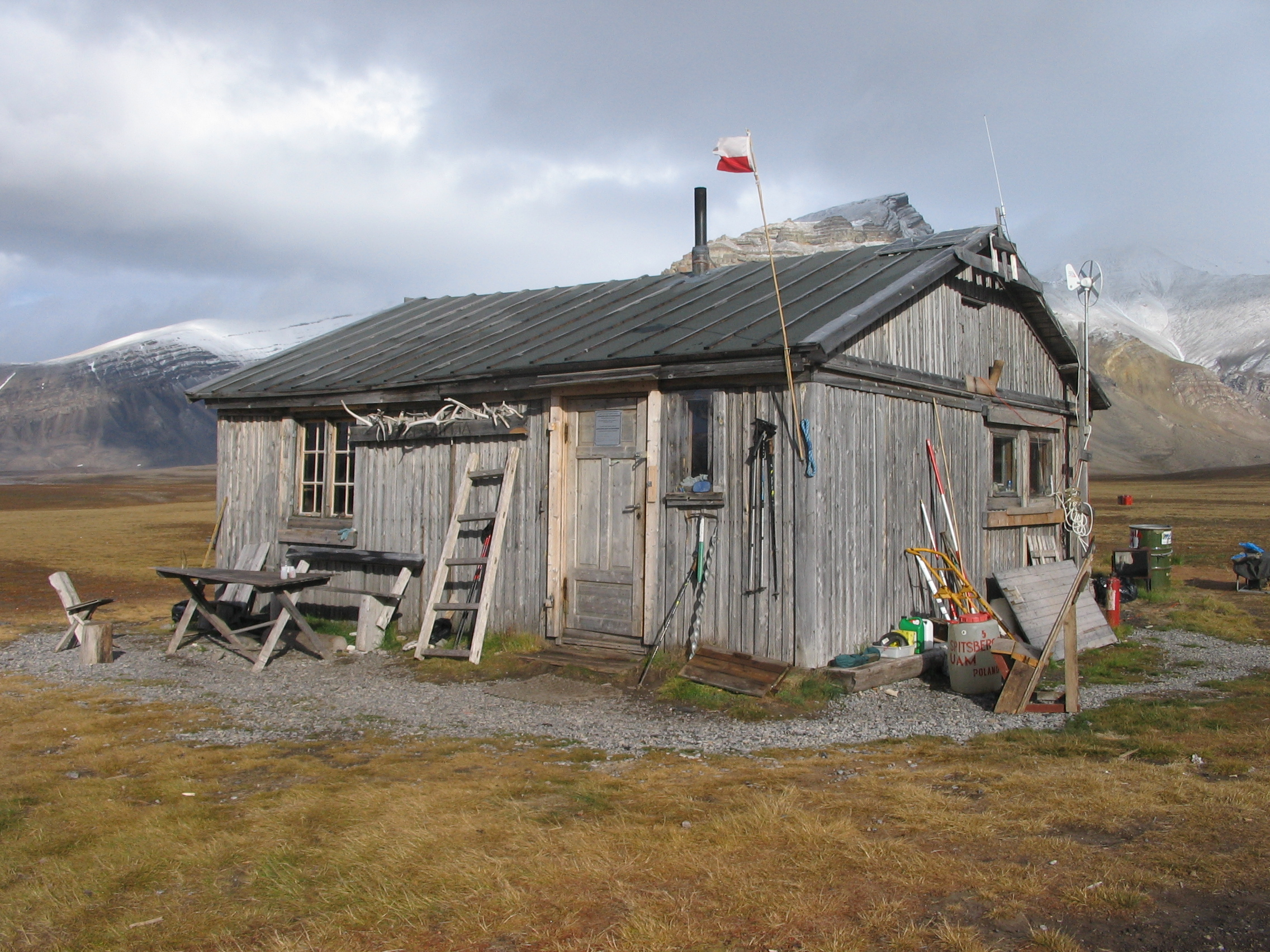
Skottehytta – do 2009 roku pełniła funkcję siedziby Stacji Polarnej UAM

Pierwsza wyprawa Uniwersytetu im. Adama Mickiewicza w Poznaniu na Spitsbergen odbyła się w 1984 roku. W latach 1984–1989 realizowano projekt badawczy skupiający się na wykonaniu mapy geomorfologicznej Petuniabukta. W latach 90. badania kontynuowano w obszarze Polskiej Stacji Polarnej Hornsund. W roku 2000 rozpoczęto nowy cykl badań w obrębie Zatoki Petunia. Do 2009 roku Uniwersytet korzystał z traperskiej chaty Skottehytta, zlokalizowanej przy wschodnich brzegach Zatoki Petunia. Po 2009 roku czyniono wiele starań, aby zbudować własną stację polarną. Ostatecznie negocjacje z władzami norweskimi zakończyły się tymczasową zgodą na budowę dwóch domków o powierzchni 10 m² każdy. 8 lipca 2011 roku polski statek MS Horyzont II, transportujący elementy nowej poznańskiej stacji, dotarł do Zatoki Petunia. Budowa stacji przeprowadzona została przez załogę XVI Wyprawy Polarnej UAM. Konstrukcję rozpoczęto 9 lipca, zakończono natomiast 25 lipca 2011 roku. W sezonie letnim 2015, podczas jubileuszowej XX Wyprawy Polarnej UAM, Stacja została przeniesiona na zachodnie wybrzeże Zatoki Petunia. Jednocześnie, poprzez budowę kolejnego domku, dwukrotnie zwiększyła się jej powierzchnia użytkowa.

## Badania naukowe
Stacja prowadzi badania na obszarze położonym w granicach geograficznych 78°40’–78°50’N oraz 16°00’–17°00’E. „Petuniabukta” jest pierwszą Stacją Bazową ZMŚP (Zintegrowany Monitoring Środowiska Przyrodniczego) na Spitsbergenie, której program został zatwierdzony w 2013 roku przez Głównego Inspektora Ochrony Środowiska. Teren wokół zatoki Petunia obejmuje liczne zlewnie, charakteryzujące się zróżnicowanym stopniem pokrycia lodowcami oraz różnorodnymi współczesnymi systemami morfogenetycznymi. Charakterystyczny klimat polarnokontynentalny oraz obecność różnorodnych typów lodowców i form marginalnych odzwierciedlają specyfikę funkcjonowania środowiska w tej strefie. Dzięki unikatowemu ekosystemowi, minimalnemu wpływowi działalności człowieka oraz zróżnicowanym podsystemom morfogenetycznym, Stacja stanowi kluczowe miejsce dla monitoringu przemian środowiskowych w regionie polarnym.